# よっちゃん食品工業
よっちゃん食品工業株式会社（よっちゃんしょくひんこうぎょう、英: YOTCHAN FOODS CO., LTD.）は、山梨県中央市に本社を置く海産物加工販売を行う企業である。

## 沿革
- 1959年（昭和34年） - 創業者の金井芳雄が甲府市内でスルメ加工の個人事業を開始する。
- 1963年（昭和38年） - 山梨県中巨摩郡昭和町清水新居に工場を移転、本格生産体制に入る。よっちゃん食品工業株式会社設立。
- 1967年（昭和42年） - 3階建て従業員宿舎完成
- 1971年（昭和46年） - 冷蔵庫完成
- 1972年（昭和47年） - 東京営業所開設。
- 1973年（昭和48年） - 名古屋営業所開設。
- 1974年（昭和49年） - 中央卸売市場内店舗完成。
- 1975年（昭和50年） - 仙台営業所開設。
- 1985年（昭和60年） - 宮城県宮城郡七ヶ浜町に仙台工場開設。
- 1986年（昭和61年） - 香川県に西日本工場及び営業所開設。
- 1988年（昭和63年） - 本社新工場完成。 林業経営に着手、桧林24,000坪。
- 1989年 - 宮城県新仙台工場完成。2011年、被災するも、再開。
- 1991年（平成3年） - 名古屋営業所開設。アイリスゴルフクラブ開設。
- 1992年（平成4年） - 本社第2工場増設。
- 1994年（平成6年） - 福岡工場開設。本社チルド工場開設。
- 1995年（平成7年） - 上小河原工場開設。福岡営業所開設。
- 2005年（平成17年） - 香川県新西日本工場完成。
- 2011年（平成23年） - 青森営業所開設

## 定番ロングセラー
駄菓子屋アイテムとして長く親しまれる「よっちゃん」は、1977年の発売以降、複数回の刷新を重ねて現在は「カットよっちゃんシリーズ - 18g全4種類」、「Bicカットよっちゃんシリーズ - 30g全2種類」が駄菓子屋からコンビニエンスストア、スーパーまで幅広く流通している。袋の裏に「あたり」印があれば無料で1袋提供する「当り付き」商品を販売していたが、原料イカが不漁により価格が高騰し、希望小売価格30円10g入と60円25g入とともに2018年5月31日で終売し、50円15g入りを発売した。
よっちゃんイカと広く称されるが、イカの他にタラなどの加工品も販売しており「カットよっちゃん」シリーズと称する。

## 現在の主力商品
- 駄菓子 - カットよっちゃんシリーズ、「タラタラしてんじゃね〜よ」など、ブラックカットよっちゃん 黒コショウ味を含む全26種。2019年8月5日、全英女子オープンゴルフで日本人選手として42年ぶりにメジャー大会で優勝した渋野日向子が、最終日のプレー中に「タラタラしてんじゃね〜よ」を食した[2]。西野七瀬も同製品を愛好している[3]。
- 珍味 - 姿焼き、酢イカなど、するめを使った珍味、全22種[4]
- 梅 - ほしうめの加工品、全7種

## 拠点

### 本社
- 山梨県中央市高部1921-1　山梨県食品工業団地内

### 事業所
- 青森営業所 - 青森県青森市小柳1丁目4-2
- 仙台工場・営業所 - 宮城県宮城郡七ヶ浜町東宮浜字笠岩16-59
- 東京営業所 - 東京都墨田区錦糸4-4-4 アーバンハイム203号
- 群馬営業所 - 群馬県館林市堀工町635-7
- 名古屋営業所 - 愛知県名古屋市中川区野田3-241-1
- 大阪営業所 - 大阪府大阪市大正区三軒家東6丁目8-10
- 西日本工場 - 香川県さぬき市昭和76番地23 高松東ファクトリーパーク内
- 福岡工場・営業所 - 福岡県大野城市仲畑1丁目2-10

## その他
- 現会長・金井芳雄が幼少の頃に呼ばれていたあだ名が「よっちゃん」だったのが由来で、魚肉加工食品の商品名「カットよっちゃん」シリーズが誕生する。その後1963年（昭和38年）に、ブランド名として定着した「よっちゃん」を取り入れた「よっちゃん食品工業」を商号とし株式会社を設立する。
- 1975年（昭和50年）4月、金井芳雄は2,250万円でロールス・ロイス・コーニッシュを購入し、これを金色に塗装し直し、さらにフロントに「よっちゃん」のキャラクターを描かせて、会社の宣伝のために大活躍したという。この件について、ロールス・ロイスより「ロールス・ロイスの車体にイカの絵を描くなんて!」とクレームが付いたが、金井は「会社の金で会社の車を買って、会社のために使って何が悪い!」と言い返したところ、それ以降何も言ってこなくなった。このロールス・ロイスは銀色に塗装し直されて、未だ現役である。なお、金井はロールス・ロイス以前に、日産・フェアレディZに同様にイカの絵を描き、会社の営業車として利用したこともある。[5]